# المخارج في الحيل
المخارج في الحيل كتاب يبحث في كيفية الخروج من طائلة الحكم الفقهي عن طريق حيلة جائزة شرعاً لا توقع مستخدمها في الاثم، فالكتاب لا يحلل حراماً، ولكن يعطي مخرجاً جائزاً من المآزق التي يقع فيها الإنسان، وضابط ذلك (أن مايتخلص به الرجل من الحرام أو يتوصل به إلي الحلال من الحيل فهو حسن ) وقد تضمن الكتاب عدة أبواب جاءت دعمة ومتفقه بمواقف للرسول وصحابته والأئمة والتابعين.

## نسبة الكتاب إلى المؤلف
قال شمس الأئمة السرخسي: اختلف الناس في كتاب الحيل أنه من تصنيف محمد بن الحسن الشيباني رحمه الله أم لا، كان أبو سليمان الجوزجاني رحمه الله ينكر ذلك ويقول: مَن قال إن محمدًا رحمه الله صنَّف كتابًا سماه الحيل فلا تصدقه، وما في أيدي الناس فإنما جمعه ورَّاقوا بغداد، وقال إن الجُهَّال ينسبون علماءنا رحمهم الله إلى ذلك على سبيل التعيير، فكيف نظن بمحمد رحمه الله أنه سمى شيئًا من تصانيفه بهذا الاسم ليكون ذلك عونًا للجُهَّال على ما يتقولون؟! وأما أبو حفص رحمه الله فكان يقول إنه من تصنيف محمد بن الحسن الشيباني رحمه الله، وكان يروي عنه ذلك، وهو الأصح، فإن الحيل في الأحكام المُخْرِجة عن الآثام جائز عند جمهور العلماء رحمهم الله، وإنما كره ذلك بعض المتقشفة لجهلهم وقلة تأملهم في الكتاب والسنة. والدليل على جوازه من الكتاب قوله تعالى: {وَخُذْ بِيَدِكَ ضِغْثًا فَاضْرِب بِّهِ وَلَا تَحْنَثْ..} [جزء من الآية 44 من سورة ص]. هذا تعليم المخرج لأيوب عليه السلام عن يمينه التي حلف ليضربن زوجته مائة، فإنه حين قالت له لو ذبحت عناقًا باسم الشيطان في قصة طويلة أوردها أهل التفسير رحمهم الله. وقال الله تعالى: {فَلَمَّا جَهَّزَهُم بِجَهَازِهِمْ جَعَلَ السِّقَايَةَ فِي رَحْلِ أَخِيهِ..} [جزء من الآية 70 من سورة يوسف] إلى قوله عز وجل: {..ثُمَّ اسْتَخْرَجَهَا مِن وِعَاءِ أَخِيهِ ۚ كَذَٰلِكَ كِدْنَا لِيُوسُفَ..} [جزء من الآية 76 من سورة يوسف]. وكان هذا حيلة لإمساك أخيه عنده على وجهٍ لا يقف إخوته على مقصوده. وقال الله جل جلاله حكاية عن موسى عليه السلام: {قَالَ سَتَجِدُنِي إِن شَاءَ اللَّهُ صَابِرًا وَلَا أَعْصِي لَكَ أَمْرًا} [الآية 69 من سورة الكهف]. ولم يُعَاتَب على ذلك لأنه قيد سلامته بالاستثناء، وهو مخرج صحيح.. وأما السنة فما رُوِيَ أن رسول الله صلى الله عليه وسلم قال يوم الأحزاب لعروة بن مسعود في شأن بني قريظة: "فلعلنا أمرناهم بذلك"، فلما قال له عمر رضي الله عنه في ذلك قال صلى الله عليه وسلم: "الحرب خدعة"، وكان ذلك منه اكتساب حيلة ومخرج من الإثم بتقييد الكلام بـ"لعل". ولما أتى النبي صلى الله عليه وسلم رجل وأخبره أنه حلف بطلاق امرأته ثلاثًا أن لا يكلم أخاه قال له: "طلقها واحدة فإذا انقضت عدتها فكلم أخاك ثم تزوجها"، وهذا تعليم الحيلة، والآثار فيه كثيرة. ومن تأمل أحكام الشرع وجد المعاملات كلها بهذه الصفة، فإن من أحب امرأة إذا سأل فقال ما الحيلة لي حتى أصل إليها؟ يُقال له تزوجها. وإذا هوى جارية فقال ما الحيلة لي حتى أصل إليها؟ يقال له اشترها. وإذا كره صحبة امرأته فقال ما الحيلة لي في التخلص منها؟ قيل له طلقها. وبعدما طلقها إذا ندم وسأل الحيلة في ذلك قيل له راجعها. وبعدما طلقها ثلاثًا إذا تابت من سوء خُلقها وطلبا حيلة قيل لهما الحيلة في ذلك أن تتزوج بزوج آخر ويدخل بها. فمن كره الحيل في الأحكام فإنما يكره في الحقيقة أحكام الشرع، وإنما يقع مثل هذا الاشتباه من قلة التأمل، فالحاصل أن ما يتخلص به الرجل من الحرام أو يتوصل به إلى الحلال من الحيل فهو حسن، وإنما يُكْرَه من ذلك أن يحتال في حقٍّ لرجل حتى يبطله، أو في باطل حتى يُمَوِّهه، أو في حق يدخل فيه شبهة، فما كان على هذا السبيل فهو مكروه، وما كان على السبيل الذي قلنا أولًا فلا بأس به، لأن الله تعالى قال: {وَتَعَاوَنُوا عَلَى الْبِرِّ وَالتَّقْوَىٰ ۖ وَلَا تَعَاوَنُوا عَلَى الْإِثْمِ وَالْعُدْوَانِ} [جزء من الآية 2 من سورة المائدة]. ففي النوع الأول معنى التعاون على البر والتقوى، وفي النوع الثاني معنى التعاون على الإثم والعدوان.

## فهرس الكتاب
- باب الحيل في الطلاق والاسنثناء
- باب الحيل في إجازة الدور
- باب الحيل في الهبة
- باب الحيل في إجارة الأرضين
- باب الحيل في الخدمة وفضول أجورهم وإجاراتهم
- باب الحيل في الوكالة
- باب الصلح
- باب الحيل في الصلح من حق على رهن أو على كفيل
- باب الحيل في البيع والشرى في الدور والرقيق وغير ذلك
- باب الحيل في اليمين والاستكراه
- باب الحيل في اليمين التي تستحلف بها النساء أزواجهن
- باب النكاح
- باب الوصي والوصية
- باب الحيل في النكاح
- باب الحيل في الشركة
- باب الضمان والكفالة والتخرج منهما
- باب الأيمان في الكسوة
- باب الحيل في الشرى والبيع
- باب المساكنة ودخول الدار
- باب اليمين في التقاضي
- باب الطعام والشراب
- باب المضاربة والخروج منها
- باب الدين والحوالة
- باب الشفعة
- باب الصلح في الجنايات
- رواية السرخسي
- المقدمة
- باب الإجارة
- باب الوكالة
- باب في الصلح
- باب الأيمان
- باب في البيع والشراء
- باب الاستحلاف

## وصلات خارجية
- المخارج في الحيل : المكتبة الشاملة
- المخارج في الحيل : المكتبة الوقفية
- المخارج في الحيل: مكتبة العلوم الإسلامية